# Tauern-alagút (vasúti)
A vasúti Tauern-alagút (németül Tauerntunnel) a Tauernbahn nevű vasútvonalon található Ausztriában, a karintiai Mallnitz és salzburgi Böckstein (Bad Gastein község) között, az Alpok fő vonulata, a Magas-Tauern hegység alatt.

## Története
Az építkezés 1901 júliusában kezdődött északról, majd októberben délről. Nagyrészt olasz munkások végezték a fúrást és 1906-ra készült el. A kétvágányú alagutat 1909. július 5-én átadó uralkodó, Ferenc József neve latinul (Francisco Josepho) szerepel a bejáratok tetején. 1925–35 között villamosították,  2000 és 2004 között pedig felújították: az északi bejáratot a hegy visszabontásával beljebb helyezték 179 méterrel, hogy egy szűk ívet kibővíthessenek.
A régi északi bejárat mint emlékkapu maradt meg.
Az alagút jelentős teherforgalmat bonyolít le, óránként autószállító szerelvények közlekednek a két vége között.

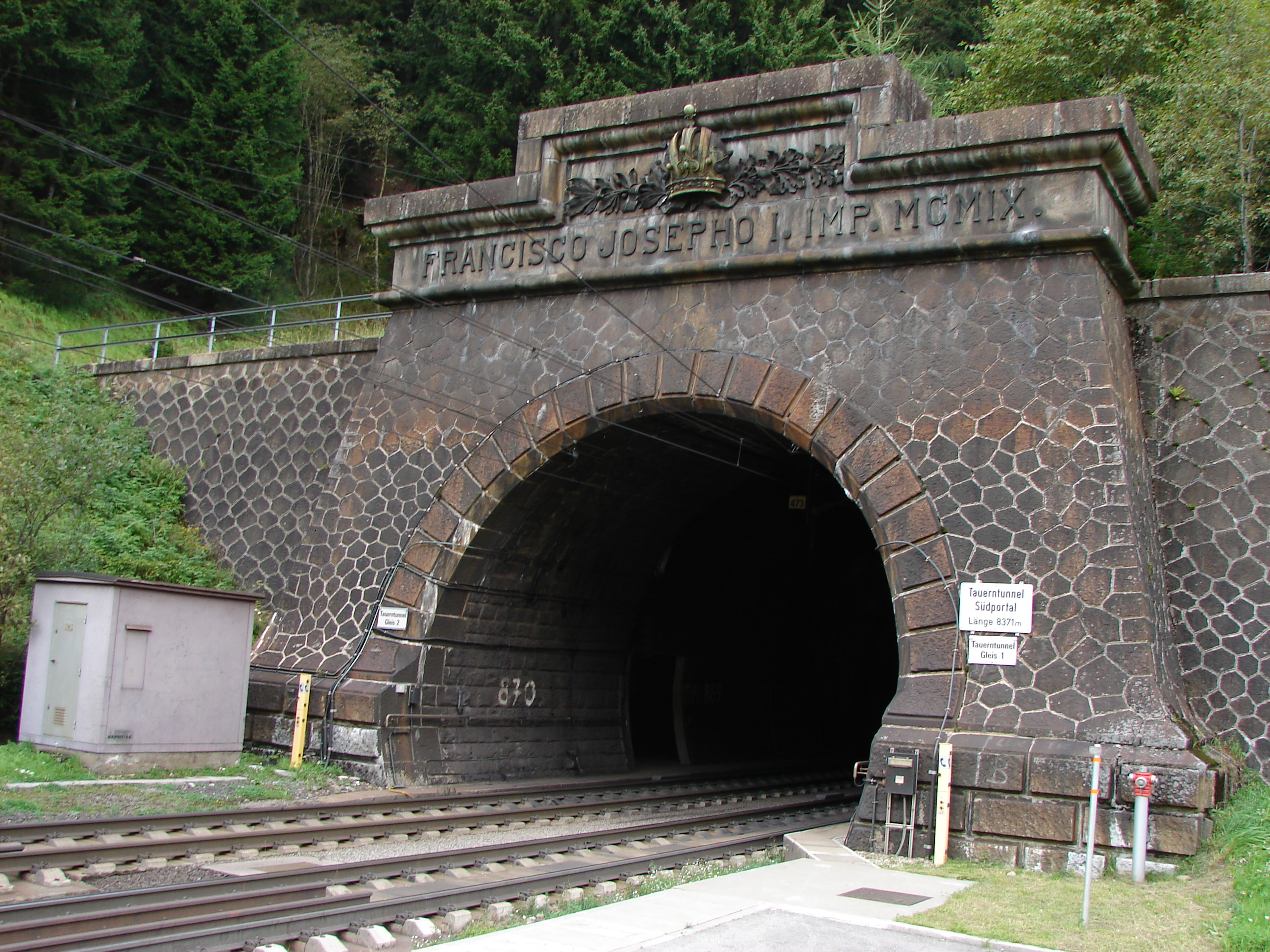
A déli bejárat
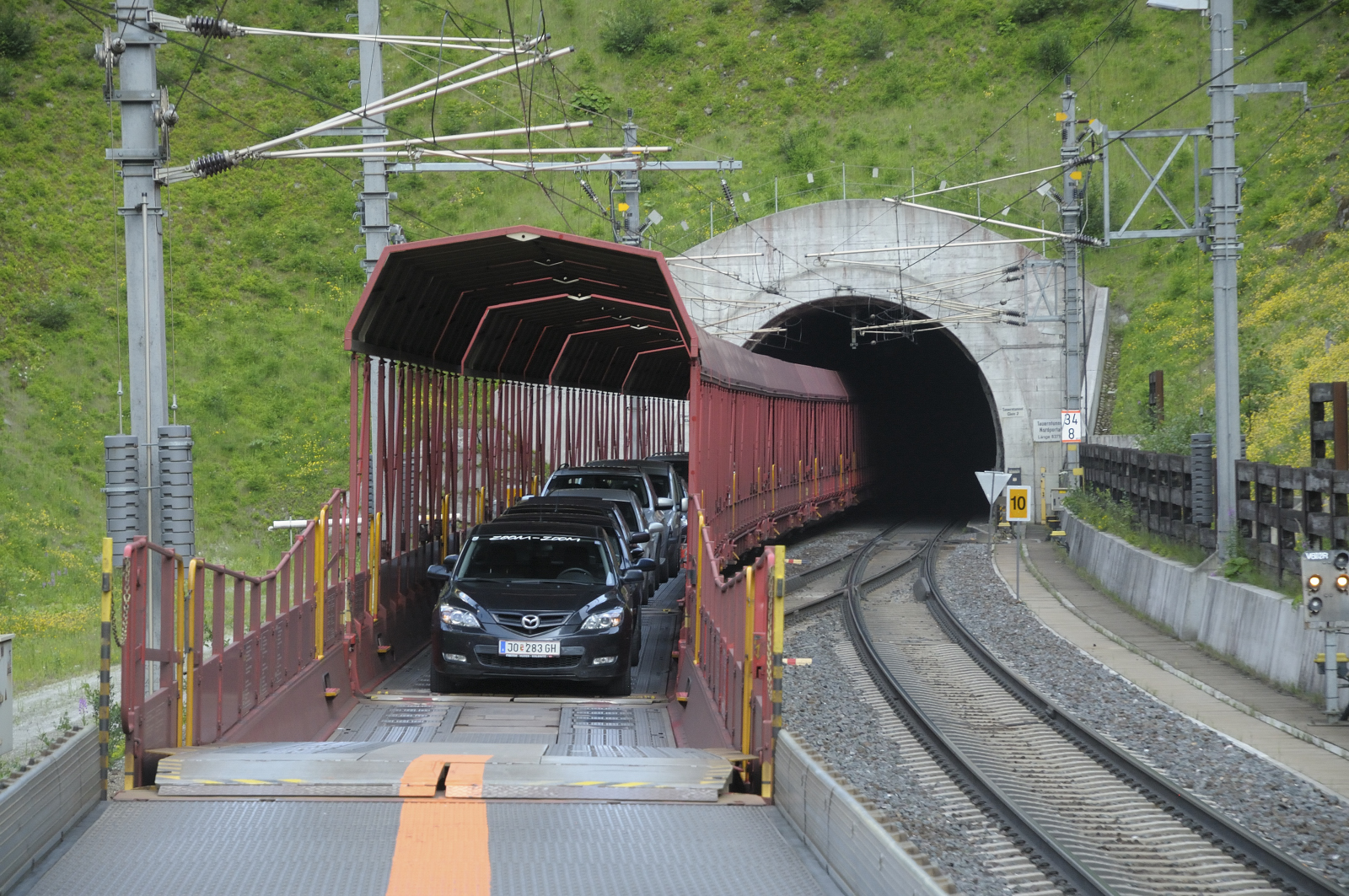
Az északi bejárat
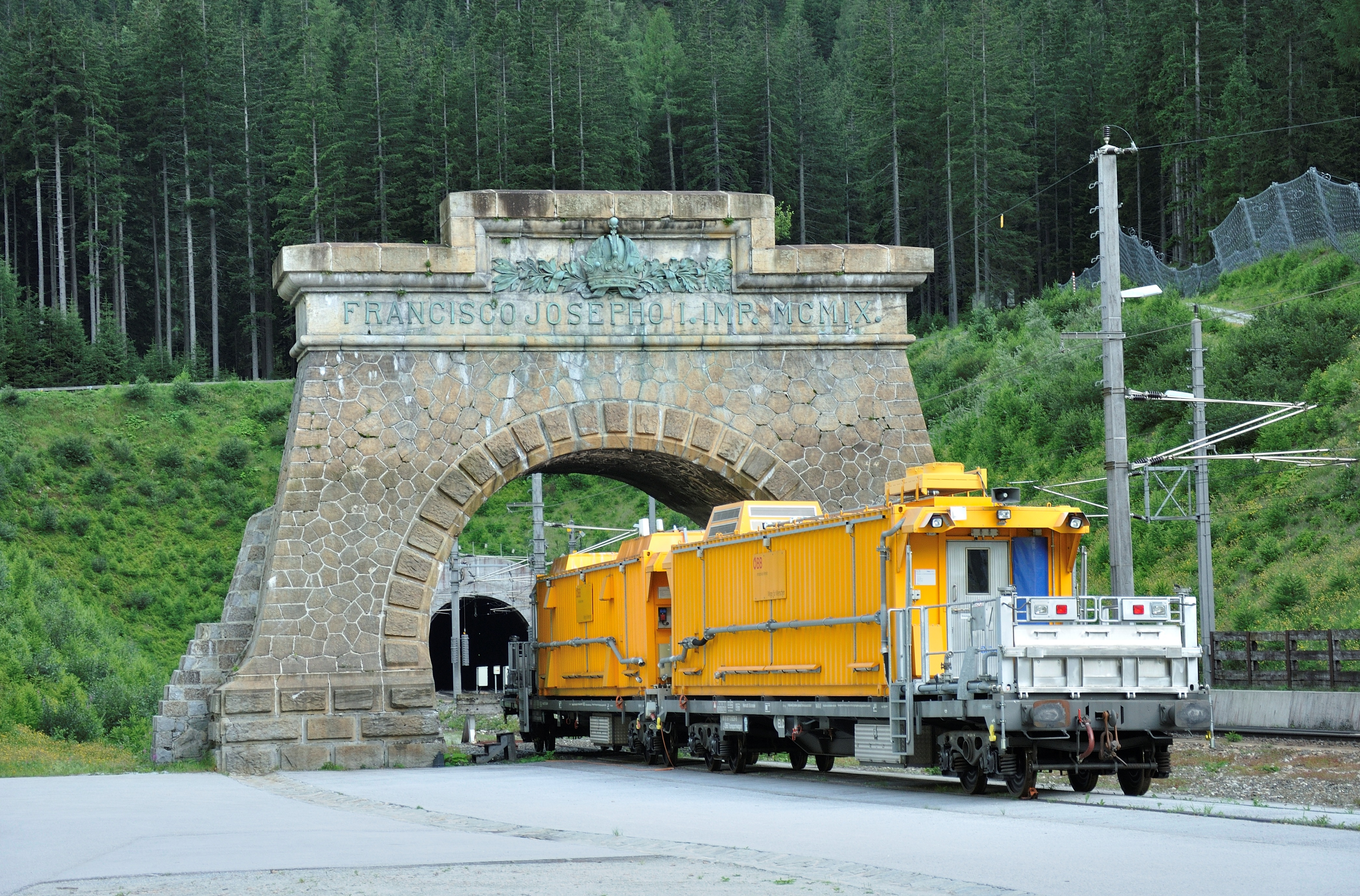
A volt északi bejárat kapuja
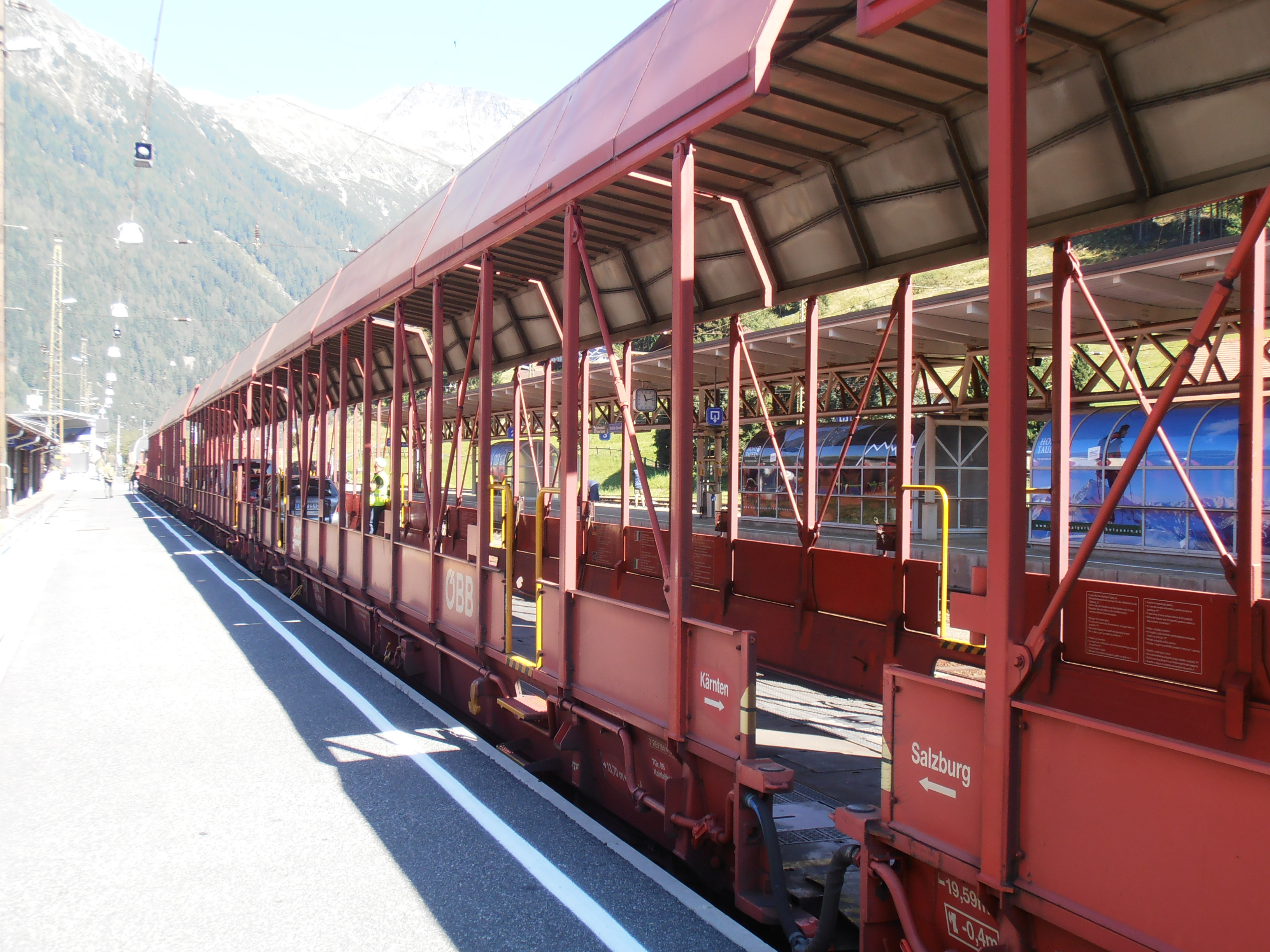
Autószállító kocsik